# Allocosa gabesia
Espèce
Allocosa gabesia est une espèce d'araignées aranéomorphes de la famille des Lycosidae.

## Distribution
Cette espèce est endémique de Tunisie.

## Étymologie
Son nom d'espèce lui a été donné en référence au lieu de sa découverte, Gabès.

## Publication originale
- Carl Friedrich Roewer, « Araneae Lycosaeformia II (Lycosidae) », dans Exploration du Parc national de l'Upemba : mission G.F. de Witte, vol. 55, Bruxelles, Institut des parcs nationaux du Congo belge, 1959, p. 11-518.